# Mount Strong
Mount Strong ist ein etwa 1200 m hoher Berg mit zahlreichen Graten im Palmerland auf der Antarktischen Halbinsel. Er ragt 8 km östlich der Eland Mountains auf.
Der United States Geological Survey kartierte ihn 1974. Das Advisory Committee on Antarctic Names benannte ihn im Jahr 1976 nach Frank E. Strong, Biologe des United States Antarctic Research Program auf der Palmer-Station von 1971 bis 1972.